# David Bystroň
David Bystroň (Levoča, Eslovaquia; 18 de noviembre de 1982-Ilanz, Suiza; 19 de mayo de 2017) fue un futbolista checo nacido en Eslovaquia que se desempeñaba como defensa. Logró el campeonato de liga y la Copa de la República Checa  una vez, respectivamente, y también logró ganar dos veces la Liga A de Bulgaria.

## Carrera deportiva
David Bystroň nació en Levoča, Eslovaquia, el 18 de noviembre de 1982. Debutó en 2001 con el Club Baník Ostrava, en donde jugó siete temporadas; después, en 2008, pasó por el club PFC Levski Sofia, en donde jugó dos temporadas, logrando en 2010 el campeonato Liga de Bulgaria.
El 12 de agosto de 2009 fue cedido al FC Viktoria Plzen y jugó hasta el final de la temporada 2009/10 y ganó la Copa de la República Checa con este equipo en 2010.
Después de jugar un partido de la Liga de Campeones de la UEFA contra FC BATE Borisov, dio positivo por metanfetamina en una prueba de drogas antes del partido. En una segunda muestra realizada en enero de 2012, volvió a dar positivo y fue suspendido el 3 de enero de 2012 por dos años de jugar algún partido profesional de fútbol. El contrato que tenía con el FC Viktoria Plzen terminó el 13 de febrero de 2012 y no se le renovó por la suspensión que terminaba en 2014. Después de que terminara su suspensión, le fue aprobado volver a jugar.
Firmó un contrato con el SK Sigma Olomouc en 2014 jugando hasta el 2016. Después formó parte de los clubes FC Linth y US Schluein Ilanz.
Se suicidó por ahorcamiento en el sótano de su casa en Ilanz, Suiza el 19 de mayo de 2017 a los 34 años de edad. Dejó una carta de despedida en la cual expresa que acabó con su vida por motivos familiares y financieros.

### Selección nacional
También fue convocado con la Selección de fútbol de la República Checa Sub-21.

### Clubes
| Club              | País            | Año       |
| ----------------- | --------------- | --------- |
| FC Baník Ostrava  | República Checa | 2001-2008 |
| PFC Levski Sofia  | Bulgaria        | 2008-2009 |
| FC Viktoria Plzeň | República Checa | 2009-2012 |
| SK Sigma Olomouc  | República Checa | 2014-2016 |

## Palmarés
- Liga de Fútbol de la República Checa 2003/2004, 2010/2011
- Copa de la República Checa 2009/2010
- Liga A de Bulgaria (2009)